# Hasan Dağı
Der Hasan Dağı (antiker Name Argaios oder Argeiopolis Mons) ist ein inaktiver Schichtvulkan im Grenzgebiet der Provinzen Aksaray und Niğde (Region Kappadokien) in der Türkei.
Mit einer Höhe von 3268 Metern ist er der zweithöchste Berg Zentralanatoliens. Der Berg ist von verschiedenen Seiten aus auf bis zu sechsstündigen Fußmärschen zu besteigen. Von der Spitze aus ergibt sich ein umfassender Rundblick zum Taurusgebirge, über das anatolische Hochland mit dem Tuz Gölü und über Kappadokien. Umliegende Dörfer besitzen feinste Wasserquellen. Ausgangspunkte für eine Besteigung des Berges sind Helvadere und Karkın.
Wie der Erciyes Dağı für Zentralkappadokien, so ist der Hasan Dağı mit seinen Eruptionen ursächlich für die Tuffsteinlandschaften des westlichen Kappadokien, insbesondere um Aksaray und das Ihlara-Tal. Eine mehr als 8600 Jahre alte Wandmalerei, die Häuser der vorgeschichtlichen Siedlung Çatalhöyük und im Hintergrund den ausbrechenden Vulkan zeigt, gilt als eine der frühesten Darstellungen vulkanischer Aktivität überhaupt. Sie wird mit einer Eruption des Hasan Dagi um 6960±690 BCE in Verbindung gebracht, die zeitlich gut zur Besiedlung passt.